# Caaguazú (1859)
El Caaguazú fue un buque de vapor de la Armada Argentina que participó de la Guerra entre la Confederación Argentina y el Estado de Buenos Aires.

## Historia
El vapor Sycee, construido en Francia, fue adquirido en plazos con hipoteca por el Estado de Buenos Aires en 1859. Con casco y obra muerta de madera, un solo palo, eslora de 34 m, manga de 6.50 m, puntal de 3.75 m, un calado de 1.60 m y un porte de 100 t, era impulsado por una máquina de vapor oscilante alimentada por una caldera tipo locomotora que movía ruedas laterales y le permitían mantener una velocidad de crucero de 7 nudos y máxima de 8. Fue armada con un cañón de a 24, otro de bronce de a 16 y otros tres de hierro cónicos.
Ese año permaneció al mando sucesivo de los capitanes José Luis Manzano, José Napoleón y Antonio Sussini.
Con el Constitución, el Guardia Nacional, el Río Bamba, el Buenos Aires y el Primer Argentino marchó en división a Rosario (Argentina). Participó del bombardeo de la ciudad del 20 y 21 de septiembre y del posterior bloqueo suspendido en octubre a raíz de la intervención de William B. Shubrick, comandante del USS Perry, solicitada por el comercio de la ciudad.
El 2 de enero de 1860 recibió el nombre Caaguazú permaneciendo en servicio al mando del capitán Luis Py hasta que el 27 de noviembre de ese año fue vendido junto al 25 de Mayo (ex Primer Argentino) con cláusula de retroventa a Manuel Sciurano, representante de la Compañía Argentina de Navegación a Vapor de los Ríos de la Plata, Paraná y Uruguay navegando con el nombre Cóndor.
El 14 de junio de 1861 el gobierno porteño ejecutó la cláusula y recuperando su nombre, al mando sucesivo de Guillermo Laurence y José María Zapiola, transportó tropas del ejército hasta el mes de septiembre, pasando entonces a desarme en el Riachuelo.
El 21 de noviembre de 1861 murió a bordo Francisco Fourmantin, corsario al servicio de la República Argentina durante la Guerra del Brasil.
Al mando del capitán Cipriano Jorge, el 16 de abril de 1862 se intentó su venta en subasta pero no habiendo oferentes permaneció en desarme. 
En 1863 permaneció al mando de Simón Gastaldi. El 19 de abril de 1863 por órdenes del ministro de guerra y marina Juan Andrés Gelly y Obes transportó al general uruguayo Venancio Flores en lo que sería el inicio de la llamada Cruzada Libertadora de 1863, desencadenante de la Invasión Brasileña de 1864 y, finalmente, de la Guerra de la Triple Alianza.
En mayo de 1863 fue arrendado pero al ser trasladado a Balizas varó en un banco y las averías motivaron la suspensión del contrato. 
Recién en 1864 fue arrendado sirviendo en el cabotaje del Río de la Plata hasta que vencido el arriendo, el 27 de noviembre de 1865 se intentó nuevamente su venta en subasta. Fracasada nuevamente por falta de interesados, fue vendido a Sherman&Allan en $ 56000.
Aunque a menudo se lo incluye entre los buques argentinos que sirvieron en la Guerra del Paraguay, el Caaguazú no llegó a formar parte de la orgánica de la armada durante el conflicto.